# Anita no pierde el tren
Anita no pierde el tren es una película española, dirigida por Ventura Pons en el año 2001.

## Argumento
Anita ve cómo las más de tres décadas que ha estado trabajando de taquillera en un cine de barrio se hunden literalmente: derriban el local para dar paso a unas multisalas y la prejubilan porque no liga con la nueva imagen de la empresa. Incapaz de remontar el choque, ella continúa yendo, por inercia, cada día al descampado donde antes estaba el cine y ahora una constructora está levantando las nuevas salas. Por una jugada del azar, acaba enamorada y enrollada con el hombre que maneja la excavadora de la obra. Inicia una relación tierna y a la vez agridulce, realizada a oscuras en la caravana donde la empresa tiene las oficinas. Él está casado y no lo esconde. A pesar de ello los dos consiguen, gracias a sus encuentros clandestinos diarios, abrir una puerta de esperanza para el futuro. Es una relación sin perspectivas, que en el caso de Anita, con sus cincuenta años, le ayuda a marcar un antes y un después en su vida.

## Premios
Entre otros premios ha recibido:
- 2001 Festival Internacional de Cine de Mar del Plata Mejor Película Iberoamericana